# الحوار الوطني اليمني
مؤتمر الحوار الوطني الشامل  هو مؤتمر جرى التحضير والإعداد له مراحل طويلة وتعرقل لأكثر من مرة وبدأت المرحلة الأخيرة بعد ثورة الشباب اليمنية بدعم خارجي غير مسبوق وبدأت أُولى جلساته في 18 مارس 2013، بالعاصمة اليمنية صنعاء، والتي تصادف الذكرى الثانية لمجزرة جمعة الكرامة بساحة التغيير في صنعاء، واستمر لمدة عشرة أشهر حتى 25 يناير 2014، في سعي طموح لمداواة جروح البلد بعد الانتفاضة التي استمرت لمدة عام، والتي أجبرت النظام السابق على ترك السلطة بعد حكم دام 33 عاما. وأنعقد تحت شعار «بالحوار نصنع المستقبل»، رأس مؤتمر الحوار رئيس البلاد عبد ربه منصور هادي ، ضم المؤتمر 565 عضواً 50% منهم من مواطني المحافظات الجنوبية و30% من الجانب النسائي و20% من الشباب ، جرى اختيارهم وترشيحهم من جميع الأطراف السياسية والفاعلة ومنظمات المجتمع المدني بنسب معينة يرد تفصيلها لاحقاً. في مؤتمر القمة العربية 2013 قال الرئيس هادي ان «الشعب اليمني سيفاجئ العالم لتحقيق التغيير من خلال الحوار».
في 25 يناير 2014 عقدت الجلسة الختامية للحوار وإعلان الوثيقة النهائية لمؤتمر الحوار في مبنى القصر الجمهوري بصنعاء وسط حضور دولي وعربي كبير.

## خلفية

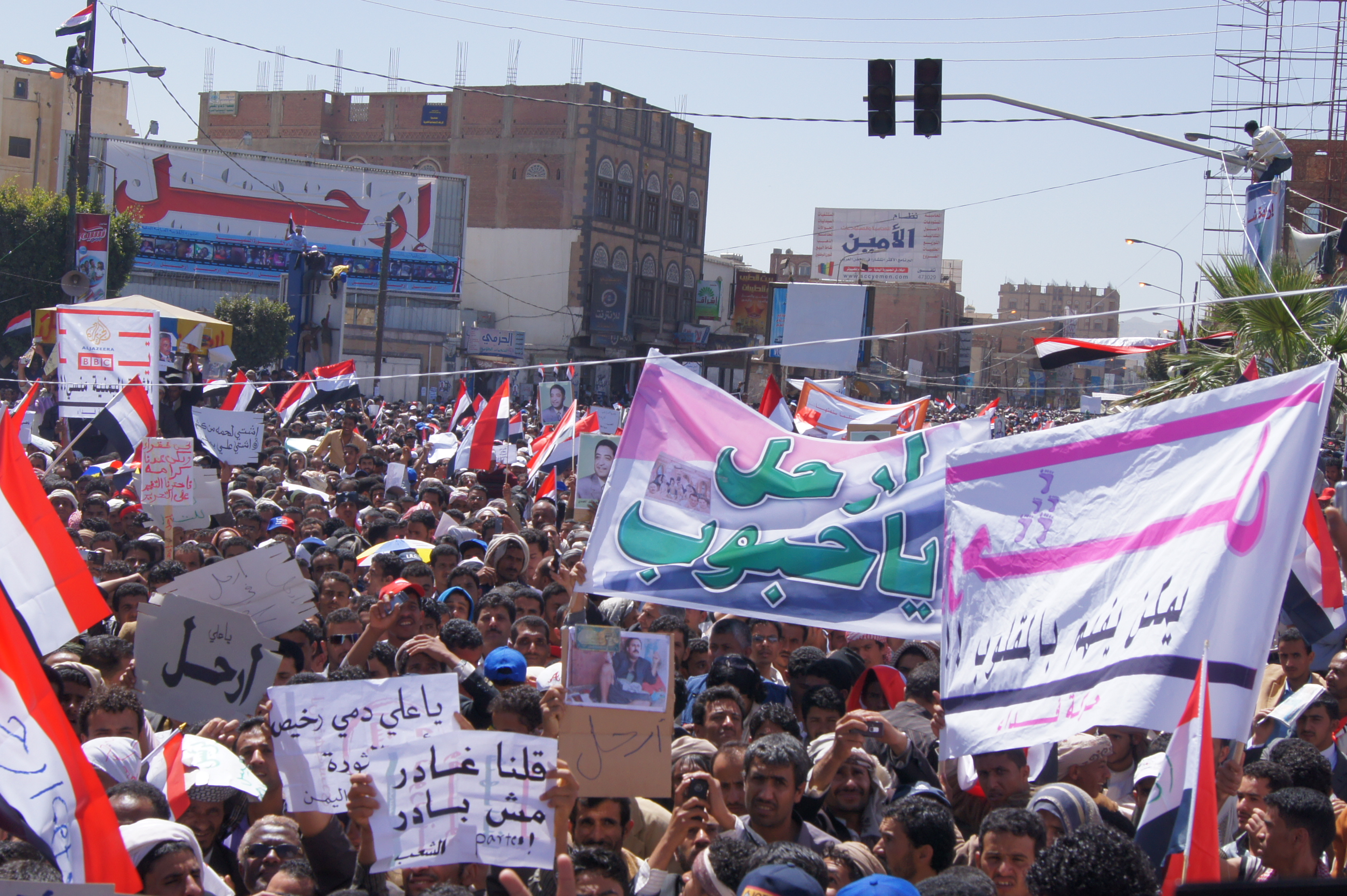
ساحة التغيير بصنعاء في 1 مارس 2011

بموجب اتفاقية الانتقال السياسي التي توسط فيها مجلس التعاون الخليجي وأشرف عليها مجلس الأمن الدولي تحت مسمى «المبادرة الخليجية وآليتها التنفيذية»، تشرف الحكومة الانتقالية اليمنية، المكونة من أعضاء في الحزب الحاكم السابق وفي أحزاب المعارضة، على الحوار الوطني، وعلى إعادة هيكلة الجيش اليمني، وعلى صياغة دستور جديد لليمن، وعلى العدالة الانتقالية، وعلى إصلاحات انتخابية تؤدي إلى انتخابات عامة في فبراير 2014.
حدد الرئيس هادي موعد مؤتمر الحوار الذي أوجبته اتفاقية الانتقال السياسي السارية لمدة عامين بحيث يبدأ يوم 18 مارس 2013، الذي يوافق الذكرى الثانية لاعتداء جمعة الكرامة، وفي يناير أمر الرئيس هادي بإقامة لجنتين للحوار الوطني من أجل التعامل مع مظلمتين رئيسيتين من مظالم القضية الجنوبية، الأولى الأراضي المنهوبة والثانية إقالة الأفراد الجنوبيين العاملين في الحكومة والأمن والقوات المسلحة بعد الحرب الأهلية 1994، ولكن الحوار الوطني لا يعني الكثير فلم تحقق الحكومة الانتقالية في تحقيق العدالة لمئات القتلى من المتظاهرين وغير المتظاهرين وللآلاف الذين أصيبوا أثناء الانتفاضة البلد.

## جهود الحوار قبل الثورة
في مساعي لإصلاح الأوضاع السياسية والاقتصادية والاجتماعية والمعيشية خاضت أحزاب اللقاء المشترك،  مع الرئيس صالح وحزبه المؤتمر حوارات عديدة في الفترة (2007 - 2011)، وقد تم التوصل فيها إلى العديد من الاتفاقيات التي لم تنفذ، مما أدخل البلاد في أزمات سياسية متكررة، حيث لم تفلح أحزاب المعارضة في إنجاح الاتفاقيات، في ظل سيطرة الرئيس السابق صالح والمؤتمر الشعبي العام على مقاليد الحكم في البلاد وعلى البرلمان، وفي 19 مارس 2007 بدأت سلسلة مشاورات وحوارات أقر خلالها تشكيل لجنة لجدولة أعمال جلسات الحوار اللاحقة وترتيب أولويات القضايا، وشكلت اللجنة من كل من سلطان البركاني، والدكتور ياسين سعيد نعمان، وعبد الوهاب محمود.
في 16 يونيو 2007 وقعت الأحزاب المشاركة في البرلمان، اتفاقية سميت وثيقة قضايا وضوابط الحوار وتضمنت قضايا الحوار "الإصلاحات الدستورية وتطوير نظام السلطة المحلية والنظام الانتخابي والقوانين الخاصة بالحقوق والحريات والبحث في قضايا السياسات الاقتصادية وادواتها، وكذلك الحوار حول المعالجات الضرورية لآثار الصراعات السياسية والقضايا الاجتماعية التي تعيق مسيرة التطور والنمو.
وفي الفترة 2 نوفمبر - 8 نوفمبر من 2007 عقدت سلسلة من اللقاءات والجلسات بمدينة عدن، وأتفق أمناء عموم الأحزاب ومساعديهم في أحزاب المؤتمر، الإصلاح، الاشتراكي، التنظيم الوحدوي، البعث العربي، على محضر ختامي بنتائج لقاءاتهم الحوارية عرف بمحضر مشاورات عدن، حيث تضمن المحضر قضية تغيير شكل النظام السياسي، وحددت الأحزاب 15 يوماً للجان القانونية لإنجاز وصياغة تعديلات قانون الانتخابات، وكلفت اللجنة أمناء عموم الأحزاب بتحديد الأسس الخاصة بقضايا اللجنة العليا للانتخابات والنظام الانتخابي والحكم المحلي، والقضايا الاقتصادية وتصفية آثار الصراعات السياسية السابقة، وآثار حرب صحيف 1994م، وتقديمها لاجتماع لجنة الحوار كأولويات لمناقشتها.
فيما شهد العام 2008 جولات حوارية متقطعة، توصل خلالها الفريقان إلى الاتفاق على معظم مطالب أحزاب اللقاء المشترك حول الإصلاحات الانتخابية، ومشروع التعديلات الدستورية ولكن البرلمان طاح بالاتفاق، فقاطعت احزاب المشترك جلسات البرلمان حتى أصدر البرلمان قرار بتعليق نقاشات مشروع تعديل قانون الانتخابات، حتى يتم التوافق عليه من قبل الأحزاب السياسية.
وفي فبراير 2009 وقعت أحزاب البرلمان اتفاقية، عرفت باتفاق فبراير لإتاحة الفرصة أمام مساعي الحوار أسفر ذلك عن التمديد لمجلس النواب سنتين إضافيتين، لتتأجل الانتخابات النيابية إلى 27 أبريل 2011،  على أن يتم خلال السنتين مناقشة التعديلات الدستورية اللازمة والنظام الانتخابي، وتمكين الأحزاب السياسية من استكمال مناقشة ما تبقى من المواضيع النقاشية وإعادة تشكيل اللجنة العليا للانتخابات وفقاً لما ينص عليه القانون.
وفي مايو 2009 انعقد ملتقي التشاور الوطني في صنعاء، وانتخب المنعقدون أعضاء اللجنة التحضيرية للحوار الوطني اليمني من كل الأحزاب السياسية، وترأس اللجنة محمد سالم باسندوة والأمين العام حميد الأحمر، وقدم الملتقى وثيقة عرفت بوثيقة الإنقاذ الوطني، قدمت تشخيصاً لجذور الأزمة في اليمن، وقدمت الحلول والمعالجات لها وخطط الانتقال إلى تأسيس الدولة ومؤسساتها.
وفي يوليو 2010 فيما عرف ب محضر 17 يوليو 2010، أتفق المؤتمر وأحزاب اللقاء المشترك، على تشكيل لجنة مشتركة لإطلاق آليات الحوار تنفيذاً «لاتفاق فبراير 2009»، بحيث تقوم اللجنة المكونة من 200 عضو من الطرفان باستكمال التشاور مع بقية الأحزاب والقوى السياسية والفعاليات الاجتماعية ومنظمات المجتمع المدني الراغبة للانضمام للحوار الوطني.
ووصف الرئيس صالح الاتفاق بمثابة بداية للانفراج السياسي ودعا في هذا الصدد إلى وقف الحملات الإعلامية المتبادلة، كما جدد دعوته أحزاب المعارضة إلى تشكيل حكومة وحدة وطنية وإجراء الانتخابات البرلمانية في موعدها المحدد أبريل المقبل، فيما اشترطت أحزاب «اللقاء المشترك» لتشكيل حكومة وطنية إقرار التعديلات الدستورية أولاً، وان تكون مهمتها الوحيدة الإشراف على الانتخابات البرلمانية المقبلة.
وكان تفاقم الحوار الوطني، أحد أسباب قيام ثورة الشباب اليمنية، وتعطلت مساعي الحوار منذ بداية الثورة في فبراير 2011 حتى نهاية حكم صالح بالتوقيع على المبادرة الخليجية، وانتخاب الرئيس هادي وعادت المطالبات بإجراء الحوار الوطني الشامل، وذلك لحل المشاكل والاتفاق على تعديل الدستور.

## التحضير للحوار بعد الثورة
أدى قيام ثورة الشباب اليمنية ضد الرئيس صالح إلى أزمة سياسية، توسط فيها مجلس التعاون الخليجي بتقديم مبادرة خليجية تم التوقيع عليها في الرياض بتاريخ 23 نوفمبر 2011،  وتضمنت المبادرة وآليتها التنفيذية أربعة خطوات للعملية الانتقالية وهي:
1. المرحلة التحضيرية لمؤتمر الحوار الوطني الشامل، والتي تهدف إلى تمكين كل المجموعات المعنية من المشاركة في اتخاذ القرارات الهامة التي تحدد شكل عملية الحوار الوطني.
2. عقد مؤتمر الحوار الوطني الشامل الذي تتمكن فيه كل قطاعات المجتمع اليمنى من المساهمة في وضع رؤية جديدة لمستقبل البلاد؛
3. صياغة الدستور بواسطة اللجنة الدستورية من أجل تنفيذ قرارات مؤتمر الحوار الوطني الشامل وما يلي ذلك من مشاورات عامة حول مشروع الدستور واستفتاء شعبي ينتهي باعتماد الدستور الجديد.
4. التحضير لإجراء انتخابات عامة في نهاية العملية الانتقالية، بما في ذلك إنشاء لجنة جديدة للانتخابات وإعداد سجل انتخابي جديد، واعتماد قانون جديد للانتخابات وإجراؤها وفقاً للدستور الجديد.

### اللجان والهيئات
بعد التوقيع على المبادرة الخليجية واجراء انتخابات الرئاسة في 2012، شرع الرئيس هادي في تشكيل اللجان التحضيرية الممهدة للحوار وهي كالتالي:
- لجنة التواصل: أصدر الرئيس هادي قرار بتشكيل لجنة التواصل للحوار الوطني، لغرض إشراك كافة الأطراف في عملية الحوار، وتكونت اللجنة من عبد الكريم الارياني وعبد الوهاب أحمد الآنسي وياسين سعيد نعمان وجعفر سعيد باصالح واللواء حسين محمد عرب واللواء عبد القادر هلال وراقية عبد القادر حميدان ونادية عبد العزيز السقاف، ويرأس اللجنة أحد أعضائها.[15]

* اللجنة الفنية: 
في 14 يوليو 2012 أصدر الرئيس قرار بإنشاء اللجنة الفنية للإعداد والتحضير لمؤتمر الحوار الوطني الشامل، بحيث تتكون من 25 عضواً (جرى تعديل القرار ليصبح عدد الأعضاء 31 عضواً) يمثلون مكونات المجموعات المقرر مشاركتها في مؤتمر الحوار، وفقاً لما حددته المبادرة الخليجية، بحيث تقوم اللجنة الفنية بإعداد مشروع جدول أعمال المؤتمر وموضوعاته، ومشروع النظام الداخلي للمؤتمر وتحديد مكان انعقاد المؤتمر، وتقوم بإعداد ميزانية لعملية الحوار.، وفي الاجتماع الأول في 6 أغسطس 2012، اختارت اللجنة الدكتور عبد الكريم الارياني رئيساً للجنة، وراقية عبد القادر حميدان نائباً أول، وسلطان العتواني نائباً ثانياً، وأحمد عوض بن مبارك مقرراً، وأمل الباشا ناطق إعلامي باسم اللجنة.

### تقسيم المقاعد

مخطط توضيحي لتقسيم مقاعد الحوار

نسب الشباب والمرأة والجنوبيين في الحوار الوطني اليمني

أتفق أعضاء اللجنة الفنية أن يتولى جمال بنعمر،  مهمة تقسيم المقاعد البالغة 565 مقعداً وقد كانت كما يوضح الشكل المجاور،  حيث كان القدر الأكبر من نصيب حزب المؤتمر وحلفائه، بواقع 112 مقعداً يليهم الحراك الجنوبي ب85 مقعداً، يليهم حزب الإصلاح ب50 مقعداً، ويليهم الشباب والنساء بأربعين مقعداً لكل منهما، يليهم الاشتراكي ب37 مقعداً، فيما حاز الحوثيين على 35 مقعداً.
وأعتمد التقسيم على أربعة مبادئ لتحقيق توازن يعكس جميع مكونات المجتمع بحيث أن على كل مكون أن يمثل ب 20% من الشباب على الأقل، وب 30% من النساء على الأقل، وعلى كل المكونات أن تشمل أعداداً كافية من أبناء الجنوب، حتى يصل عددهم الإجمالي في المؤتمر بما لا يقل عن 50%.

### تحديد الأهداف
وفقاً لقرار الرئيس هادي «رقم 30 لسنة 2012» بإنشاء اللجنة الفنية،  والقرار «رقم 10 لسنة 2013» (قرار النظام الداخلي للمؤتمر) يجب أن يتوصل الحوار الوطني إلى:
- تحديد عملية صياغة الدستور، وإنشاء لجنة الصياغة وعضويتها ووضع العناصر الرئيسية للإصلاح الدستوري، بما فيها هيكل الدولة وغير ذلك من القرارات الجوهرية المرتبطة بالنظام السياسي وتحديد المزيد من الخطوات الإضافية نحو بناء نظام ديمقراطي شامل، بما في ذلك إصلاح الخدمة المدنية والقضاء والحكم المحلي.
- معالجة القضية الجنوبية ومختلف القضايا ذات البعد الوطني، بما فيها أسباب التوتر في صعدة، وتحديد المزيد من الخطوات الهادفة إلى تحقيق المصالحة الوطنية والعدالة الانتقالية، والتدابير التي تضمن عدم حدوث انتهاكات لحقوق الإنسان والقانون الإنساني في المستقبل.
- اقتراح اعتماد سبل قانونية وغيرها من السبل الإضافية التي تعزز حماية حقوق المجموعات الضعيفة بما فيها الأطفال، وكذلك السبل اللازمة للنهوض بالمرأة والإسهام في تحديد أولويات برامج التعمير والتنمية الاقتصادية والاجتماعية المستدامة لتوفير فرص عمل وخدمات اقتصادية واجتماعية وثقافية أفضل للجميع.

### تحديد الموعد
تأجل انعقاد المؤتمر أكثر من مرة، وكان من المتوقع أن ينعقد في نهاية عام 2012، وتأجل انعقاده لصعوبات سياسية واقتصادية ورفض فصائل عدة المشاركة فيه حتى استكمال هيكلة الجيش اليمني، وتقرر ان ينعقد في 18 مارس 2013 والذي يصادف الذكرى الثانية لمجزرة جمعة الكرامة، التي راح ضحيتها أكثر من 50 من المعتصمين في ساحة التغيير بصنعاء، أثناء المطالبة برحيل الرئيس السابق علي عبد الله صالح.

### المشاركين في الحوار
في 16 مارس 2013 بقرار جمهوري تم تسمية أعضاء مؤتمر الحوار، البالغ عددهم 565 عضواً (للاطلاع على الأسماء في موقع وكالة الأنباء اليمنية سبأ)،  وفي مساء ذلك اليوم، جرى تعديل للقرار وتم إضافة اسم رئيس مجلس النواب يحيى الراعي، وأعلن الشيخ حميد الأحمر (الأمين العام للجنة التحضيرية للحوار الوطني) عدم مشاركته في الحوار معللا ذلك إلى وجود مخالفات في تشكيل الحوار تتعارض مع المبادرة الخليجية، وأن الحوار لم يمثل أبناء محافظة صعدة بشكل عادل، وبالأخص المتضررين من الحوثيين، وتضمين قوائم الحوار ممثلين عن الشباب بشخصيات لا علاقة لها بثورة الشباب اليمنية، وحرمان الجرحى وذوي الشهداء أيضاً من التمثيل.

## الهيكل التنظيمي
يتكون الهيكل التنظيمي للمؤتمر من الجلسة العامة ورئيس المؤتمر وهيئة الرئاسة ولجنة التوفيق وفرق العمل ولجنة المعايير والانضباط والأمانة العامة.

### الجلسة العامة
الجلسة العامة هي الهيئة العليا للمؤتمر وتتكون من كافة أعضاء المؤتمر وعددهم 565 عضواً، تتضمن مهام الجلسات العامة إقرار مشروع جدول أعمال الحوار وتشكيل فرق العمل وتقديم ملاحظات ومقترحات لها واتخاذ القرارات في ما تتوصل إليه الفرق، ودراسة ومناقشة التقارير المرفوعة من لجنة التوفيق واتخاذ القرارات بشأنها وإقرار النتائج النهائية للمؤتمر وبيانه الختامي.

### هيئة رئاسة المؤتمر
تتكون هيئة رئاسة المؤتمر  من رئيس المؤتمر عبد ربه منصور هادي وستة نواب ، هم عبد الكريم الإرياني، ياسين سعيد نعمان، عبد الوهاب أحمد الآنسي، سلطان حزام العتواني، أحمد بن فريد الصريمة، صالح أحمد هبره، ومقرراً «عبد الله سالم لملس» ونائباً له «نادية عبد العزيز السقاف».

### لجنة التوفيق
لجنة توفيق الآراء في المؤتمر من رئاسة المؤتمر ورؤساء فرق العمل، وعدد من الأعضاء يعينهم الرئيس من أعضاء اللجنة الفنية بالتوافق مع اللجنة الفنية، وبما يضمن تمثيل كافة المكونات بشكل متوازن على أن يمثل الجنوب بـ 50% من قوام لجنة التوفيق، كما تمثل المرأة بما لا يقل عن 30%.

### فرق العمل

التمثيل في فرق العمل

تضم فرق العمل 9 فرق عمل حسب أعمال المؤتمر،  وتتكون فرق العمل من ممثلي المكونات المشاركة في المؤتمر مع مراعاة التخصص قدر الإمكان ويكون الحد الأعلى لعدد الأعضاء في كل فريق كالآتي:
في يوم 1 أبريل 2013 تم الانتخاب والتصويت لاختيار رؤساء ومقرري ونواب رئاسة الفرق، فيما تأخرت عملية انتخاب والاتفاق على رئاسة فريق عمل قضية صعدة وأكد الأمين العام للحوار في مؤتمر صحفي بأن هناك جهود مبذولة للتوافق لرئاسة لجنة صعدة.
| م | فريق عمل                                                   | الأعضاء | ملاحظات                            | الرئيس              |
| - | ---------------------------------------------------------- | ------- | ---------------------------------- | ------------------- |
| 1 | القضية الجنوبية                                            | 40      | 15 من الحراك الجنوبي و6 من كل مكون | محمد علي أحمد       |
| 2 | قضية صعدة                                                  | 50      | 10 من الحوثيين و6 من كل مكون       | نبيلة الزبير        |
| 3 | قضايا ذات بعد وطني والمصالحة الوطنية والعدالة الانتقالية   | 80      | 12 من كل مكون                      | عبد الباري دغيش     |
| 4 | بناء الدولة الدستورية                                      | 55      | 6 من كل مكون                       | علي محمد مارم       |
| 5 | الحكم الرشيد                                               | 50      | 6 من كل مكون                       | أفراح بادويلان      |
| 6 | الأمن والدفاع أسس بناء الجيش والامن ودورهما                | 50      | 12 من كل مكون                      | يحيى الشامي         |
| 7 | استقلالية الهيئات ذات الخصوصية وقضايا اجتماعية وبيئية خاصة | 80      | 12 من كل مكون                      | معين عبد الملك      |
| 8 | الحقوق والحريات                                            | 80      | 12 من كل مكون                      | أروى عبده عثمان     |
| 9 | التنمية (الشاملة والمتكاملة والمستدامة)                    | 80      | 12 من كل مكون                      | محمد أبو بكر بازرعة |

### لجنة المعايير والانضباط
تتكون لجنة المعايير والانضباط في المؤتمر من 7 شخصيات قضائية وإدارية،  وهم القاضية جهاد عبد الرسول محمد الدنجي والقاضي عبد الجليل نعمان محمد نعمان والقاضي يحيى محمد الماوري والمحامي احمد علي أحمد الوادعي والمحامية سهام فضل أحمد الشاوش والمحامي عبد المجيد ياسين نعمان والمحامي علي عبد القادر الحبشي، تم تزكيتهم من هيئة رئاسة المؤتمر في ثاني يوم من أعمال الجلسة العامة الأولى.

### الأمانة العامة للمؤتمر
صدر قرار جمهوري بإنشاء الأمانة العامة للمؤتمر (سكرتارية المؤتمر) في 18 يناير 2013 تقوم مهمتها بالأعمال والإجراءات التحضيرية اللازمة للتنظيم والإدارة الفعالين للمؤتمر، حيث تعتمد لتسيير مهامها على الموارد المخصصة لها من الحكومة وعلى ما تتلقاه من دعم من صندوق الأمم المتحدة لدعم الحوار الوطني، ويشترط أن يكون الأمين العام للأمانة من أبناء المحافظات الجنوبية،  وتقرر تعيين «د.أحمد عوض بن مبارك» أميناً عاماً للأمانة و«د.أفراح عبد العزيز الزوبة» نائباً أول و«ياسر عبد الله الرعيني» نائباً ثاني.

## جدول الأعمال العام
من أهم الموضوعات التي ناقشها الحوار الوطني القضية الجنوبية وقضية صعدة وقضايا النازحين واسترداد الأموال والأراضي المنهوبة، وأسس بناء الجيش والأمن وبناء هوية وشكل الدولة ونظام الحكم ونظام الانتخابات والنظام الإداري والسلطة التشريعية والقضائية، وتشكيل لجنة صياغة الدستور، والمصالحة الوطنية والعدالة الانتقالية وانتهاكات حقوق الإنسان خلال ثورة الشباب اليمنية في 2011 وقضايا وحقوق المخفيين قسرياً، والحكم الرشيد ويتضمن سيادة القانون وتوازن السلطة والمسؤولية وتطبيق المسائلة والمحاسبة والشفافية وتحقيق العدل والمساواة ومحاربة الفساد وتكافؤ الفرص للمواطنين وتوسيع المشاركة الشعبية وكفاءة الإدارة العامة وأسس السياسة الخارجية، والحقوق والحريات العامة والخاصة واستقلالية الهيئات ذات الخصوصية.
| - القضية الجنوبية - قضية صعدة - بناء الدولة (الدستور: مبدؤه وأسسه) - الحكم الرشيد | - أسس بناء الجيش والامن ودورهما - قضايا ذات بعد وطني والمصالحة الوطنية والعدالة الانتقالية - استقلالية الهيئات ذات الخصوصية وقضايا اجتماعية وبيئية خاصة - الحقوق والحريات | - التنمية (الشاملة والمتكاملة والمستدامة) - تشكيل لجنة صياغة الدستور - ضمانات تنفيذ مخرجات الحوار ونجاحها |

## النظام الداخلي (ضوابط الحوار)
قانون ضوابط الحوار يهدف إلى تحديد وتنظيم عمل مؤتمر الحوار الوطني الشامل،  وتضمن أن المؤتمر يهدف إلى «تمكين افراد المجتمع اليمني من تقرير مستقبلهم بالشكل الذي يفي بتطلعاتهم».

### المبادئ
يُدار المؤتمر وفقا لمبادئ جوهرية، حددها القانون الجمهوري «رقم 10 لسنة 2013 المادة 5»، والتي تشمل التمثيل الشامل لكل الأطراف بحيث يوفّر المؤتمر التمثيل الملائم للمجموعات المشاركة التي حددتها الآلية التنفيذية للمبادرة الخليجية، والمشاركة الفعلية الكاملة لكل المشاركين بدون شروط مسبقة، والشفافية بحيث تكون كل وثائق مداولات المؤتمر علنية وتتوفر لكل الأطراف فور صدورها، والنتائج الحقيقية بحيث يكون على الحكومة وكل الأطراف تنفيذ نتائج مؤتمر الحوار.

### واجبات وحقوق
تضمن قانون النظام الداخلي للمؤتمر العديد من الواجبات والحقوق للمشاركين في المؤتمر من الأعضاء وغير الأعضاء، وتضمن بشكل خاص:
1. حق مبعوث الأمم المتحدة جمال بنعمر الدخول إلى الجلسات العامة كمراقبين من غير اذن مسبق، وحضور جلسات عمل فرق العمل عند دعوتهم إليها.
2. حق سفراء الدول العشر الراعية للمبادرة الخليجية حضور الجلسات العامة كمراقبين بالتنسيق مع رئاسة المؤتمر، ويجوز لهم حضور جلسات فرق العمل عند دعوتهم إليها.
3. حق رئيس الوزراء محمد باسندوة الدخول إلى الجلسات العامة كمراقبين من غير اذن مسبق، وحضور جلسات عمل فرق العمل عند دعوتهم إليها والقاء كلمات داخل الجلسات العامة بناء على تنسيق مسبق مع رئاسة المؤتمر.
4. لأعضاء مجلسي النواب والشورى، واعضاء الحكومة، وسفراء الدول المعتمدة في اليمن، والشخصيات العامة حضور الجلسات العامة كمراقبين بناء على دعوة من رئاسة المؤتمر.

## التحديات والعقبات الداخلية
مع بداية 2013 شهد اليمن سلسة من الخطوات الإيجابية بالتوافق مع التحضيرات المتسارعة لمؤتمر الحوار الوطني، تمهيداً لتسوية الدرب أمام المؤتمر، باعتباره محطة التتويج الرشيد للمبادرة الخليجية، وقبل تلك الخطوات كانت القرارات الرئاسية المتعلقة بإعادة هيكلة الجيش، بحيث تتم استعادة السيطرة عليها وربطها المحكم بالقرار السياسي، وأزاحت القرارات عدد من أقارب الرئيس السابق علي عبد الله صالح عن قيادة أهم الوحدات العسكرية والأمنية.
ومن ناحية القضية الجنوبية، وجَّه الرئيس هادي بفتح ملفين هامين على مستوى الجنوب. تمثَّل الأول في أراضي الدولة المنهوبة بعد حرب صيف 1994، وإعادة المسرّحين من أعمالهم في المحافظات الجنوبية.
أما شباب الثورة اليمنية فقد رفض العديد منهم المشاركة في الحوار لفترات طويلة، مبررين ذلك بعدم إقالة عدد من قادة الجيش المشاركين في قمع الشباب والمتورطين في الفساد حسب تعبيرهم، وطالبوا بتقديم قتلة الشباب للعدالة والإفراج عن المعتقلين، وعلى الرغم من صدور قانون بتأسيس لجنة مستقلة للتحقيق في انتهاكات عام الثورة 2011، إلا أن تنفيذ تشكيل اللجنة لم يتقرر بعد.

### الحراك والقضية الجنوبية
تبرز القضية الجنوبية كأهم المشاكل أمام مؤتمر الحوار الوطني، حيث تتنازع القضية مكونات سياسية عديدة لم تبلور قيادة موحدة ورؤية مشتركة، إذ تتقاسمها تيارات تراوح بين خياري الفيدرالية وفك الارتباط، الأمر الذي يزيد من صعوبة تحديد من يمثل الجنوبيين في مؤتمر الحوار. ومن جانب ثانٍ، هناك قوى ذات منشأ شمالي لا تحبذ الفيدرالية، خاصة حين ينحصر مقترحها بإقليمين شمالي وجنوبي، إذ ترى أن هذا التقسيم يمهد لانفصال الجنوب مستقبلاً. ويقف في مقدمة هذه القوى حزب التجمع اليمني للإصلاح والتنظيم الناصري المشاركان في تكتل أحزاب اللقاء المشترك، يضاف إلى ذلك تحديات واقعية ترتبط بالقضايا الاقتصادية والاجتماعية الموروثة.
قرر فصيلان من الحراك المشاركة في الحوار وقالت وكالة الأنباء الفرنسية إن قسما كبيرا من الحراك ما زال يرفض الانضمام إلى الحوار، لاسيما الفصيل الذي يتزعمه نائب الرئيس اليمني السابق المقيم في المنفى علي سالم البيض، وفي بداية شهر مارس 2013 بعد أحداث عنف دامية في المدينة زار الرئيس هادي مدينة عدن والتقى في الزيارة قادة الحراك من بينهم أحمد بن فريد الصريمة، الذي عاد إلى بلاده بعدما أمضى حوالي 19 عامًا في سلطنة عمان في محاولة لإقناعهم بالدخول في الحوار الوطني،  وفي إشارة إلى علي سالم البيض الذي أعتبره مجلس الأمن الدولي من معرقلين التسوية السياسية،  قال الرئيس هادي إن من حق السلطات أن تطلب محاكمة جنائية في محكمة العدل الدولية لأطراف من الداخل أو من الخارج تحاول عرقلة التسوية وتقف حجر عثرة أمام مستقبل اليمن.

### الحوثيين
نشرت وسائل إعلامية معادية للجماعة أن الحوثيين سيمتنعون عن حضور مؤتمر الحوار الوطني في اليمن بداية العام 2013 لآنه «توجيه من إيران» حسب قناة العربية،  على صعيد آخر فإنه وفي حوار مع صحيفة يمن تايمز، أكد المتحدث باسم الجماعة في «ساحات التغيير» أن الجماعة ستنضم للحوار وترى أنه المخرج الوحيد لليمن على حد تعبيره، ولكنها رفضت حضور الاجتماعات التحضيرية بوجود «السفير الأمريكي» وأشار إلى خلافات بين الجماعة والرئيس عبد ربه منصور هادي، في مسألة تعيين ممثليهم في الحوار وطالب الجهات التي تزعم عن وجود إيراني بتقديمهم للمحاكمة العلنية ليعرف الشعب هويتهم. ونشرت سي إن إن نقلا عن فورين أفيرز الأمريكية تقريراً مفصلاً عن التدخل السعودية في اليمن.

## جلسات الحوار

### الجلسة الافتتاحية
عقدت الجلسة الافتتاحية في دار الرئاسة بصنعاء في 18 مارس برئاسة الرئيس هادي، وبحضور أمين مجلس التعاون الخليجي عبد اللطيف الزياني، ومستشار الأمين العام للأمم المتحدة جمال بن عمر، وسفراء الدول الراعية للمبادرة الخليجية، وقرأ فيها الحاضرون سورة الفاتحة على شهداء ثورة الشباب اليمنية، حيث وافق موعد الجلسة مع الذكرى الثانية لمجزرة جمعة الكرامة، وطالب هادي من المشاركين الخروج بدستور يكفل اسس حياة كريمة ترتقي بالجميع إلى مستويات المعيشة الراقية التي ارادها الله سبحانه وتعالى لعباده، وقال ان ثقته بالله ثم بالمشاركين في الحوار كبيرة رغم كل المصاعب والعراقيل.

### الجلسة العامة الأولى
عقدت الجلسة العامة الأولى لمدة أسبوعين (18 مارس - 3 أبريل)،  في 19 مارس أفتتح المؤتمر الجلسة العامة الأولى وجرى فيها تزكية هيئة رئاسة المؤتمر لأعضاء لجنة الانضباط والمعايير الخاصة بالمؤتمر والمكونة من سبعة أشخاص، ثم أدى المشاركون والمشاركات في المؤتمر اليمين القانونية لأعضاء مؤتمر الحوار الوطني. وكانت الجلسات تعقد من السبت إلى الخميس في فندق موفنبيك في صنعاء، لثمان ساعات يومياً وكانت الفترة المسائية تشهد تغيباً كبيراً للحاضرين. وشهدت الجلسة الأولى مشادات واعتراضات أثناء إلقاء خطابات الأحزاب السياسية والمكونات المشاركة في المؤتمر، والقى رئيس حزب الإصلاح محمد اليدومي خطاباً وقال أنه تنازل عن مقعده في الحوار لأحد شباب الثورة الشبابية،  وفي نفس الوقت شهدت مدن جنوبية مظاهرات لأنصار الحراك الجنوبي مطالبين بالانفصال،  ووسط مقاطعة من الحضور قال نعمان قائد الحذيفي ممثل فئة المهمشين  في المؤتمر إنه يشارك في المؤتمر ممثلاً لأكثر من 3 ملايين مواطن من المهمشين، وهاجم نعمان اللجنة الفنية للحوار وقال بأنها حرمتهم من التمثيل كما حرمتهم الأحزاب السياسية والمنظمات المدنية.
وبالرغم من التشديدات الأمنية المكثفة وإعلان الحكومة عن تخصيص «60 ألف جندي» لتأمين الحوار، إلا أنه لا تزال مشكلة المسلحين المرافقين للمشايخ والنافذين تطغى على مؤتمر الحوار، فالمشائخ يأتون بعشرات المسلحين في سيارات مختلفة لحضور جلسات الحوار.
في 30 مارس ضمن جلسات المؤتمر تم الإعلان عن قوائم أسماء فرق العمل،  وتم الانتخاب والتصويت واختيار رؤساء ومقرري ونواب رئاسة الفرق في 1 أبريل، ورد تفصيلها سابقاً في فقرة "فرق العمل" 
في اليوم الأخير للجلسة 3 أبريل قدم رؤساء العمل شرحا موجزا للخطط الخاصة بفرق العمل للمرحلة المقبلة، كما قدمت رضية شمشير وثيقة «إجراءات وتدابير وخلق بيئة ملائمة للقضية الجنوبية» تضمنت رفع المظاهر العسكرية المستحدثة في عدن، والوقف الفوري للعنف وطالبت بالإفراج عن معتقلي الحراك الجنوبي، بعد ذلك قرأ الدكتور ياسين سعيد نعمان، نائب رئيس المؤتمر البيان الختامي للجلسة العامة الأولى.

### ما بين الجلستين
في الفترة 11 - 16 مايو قامت فرق العمل بالنزول الميداني إلى تسع محافظات هي محافظة حضرموت ومحافظة البيضاء ومحافظة الجوف ومحافظة تعز ومحافظة إب ومحافظة الحديدة ومحافظة ذمار ومحافظة عمران ومحافظة حجة، ونزلت الفرق الميدانية إلى عدد كبير من الوزارات والمؤسسات في العاصمة صنعاء، وفي الطريق إلى محافظة البيضاء، تعرضت طائرة هليكوبتر تقل مشاركين في الحوار لإطلاق نار.
وشهدت الجلسات وقفات احتجاجية نفذها أعضاء من مؤتمر الحوار، طالبوا خلالها باعتماد نظام الانتخاب في شغل وظائف المؤسسات الأكاديمية، وضد حالة الانفلات الأمني وأعمال العنف والاغتيالات التي تشهدها بعض المحافظات الجنوبية، وكان آخر ضحاياها ثلاثة طيارين وأحد جنود جهاز الأمن السياسي اليمني بمحافظة لحج نهاية الاسبوع الماضي.

### الجلسة العامة الثانية
افتتحت الجلسة الثانية في 8 يونيو،  برئاسة الرئيس هادي، وحضور جمال بنعمر وعبد اللطيف الزياني وسفراء الدول الراعية للمبادرة الخليجية، وحث الرئيس هادي المتحاورين على التمسك بقيم التضحية ونكران الذات، لكي يتاح لأبناء اليمن العبور إلى المستقبل والدولة المدنية الحديثة، واعتبر إن المشوار الذي تم قطعه إلى اليوم يبعث على التفاؤل ويؤكد على الجدية التي تحلى بها أعضاء مؤتمر الحوار.

### الجلسة العامة الختامية
في 25 يناير 2014 عقدت «الجلسة الختامية للحوار»، وتم خلالها إعلان وثيقة الحوار الوطني الشامل، وذلك في مبنى القصر الجمهوري بصنعاء، وسط حضور دولي وعربي كبير.

## نتائج الحوار
خلص المؤتمر إلى التوقيع على وثيقة لمخرجات الحوار،  وتضمنت بنود دعت إلى إعادة هيكلة البرلمان ومجلس الشورى، لتكون مناصفة بين الشماليين والجنوبيين. وفي حل قضية صعدة دعت الوثيقة لحظر وجود مليشيات مسلحة، وتسليم الأسلحة للدولة وبسط نفوذها في كافة اليمن،  وتضمن نقاط ونصوص ومحددات للدستور القادم
وأتفق أعضاء الحوار على أن تكون اليمن دولة اتحادية من 6 أقاليم،  وهي إقليم حضرموت وإقليم عدن جنوباً وإقليم الجند وإقليم تهامة وإقليم آزال، وإقليم سبأ شمالاً، وعلى أن تكون صنعاء وعدن لها وضع خاص وغير خاضغة لسلطة أي إقليم. وقد رفضت خطة التقسيم الفيدرالي من قبل القادة الجنوبيين بما في ذلك محمد علي أحمد، وهو عضو في الحراك الجنوبي الذي استقال من منصبه بعد أن أعرب عن الإحباط من العملية الانتقالية.
بعد فترة من التوقيع على وثيقة الحوار، كانت لجنة صياغة الدستور التي تشكلت من مؤتمر الحوار قد أنهت مسودة للدستور الجديد، وفي 17 يناير 2015 كان أمين عام مؤتمر الحوار أحمد عوض بن مبارك في طريقة لتقديم مسودة الدستور خلال اجتماع رئاسي، إلا أن الحوثيين أعترضوا طريقة وأختطفوه واقتادوه إلى جهة مجهولة، وبرر الحوثيين هذه الخطوة التي أسموها «توقيف» بأنها تهدف لإيقاف انقلاب على اتفاق السلم والشراكة لأن الدستور الجديد مخالف لمخرجات الحوار ولانهم لم يوافقوا عليه لأنه «إرضاء للخارج ضمن مشروع يهدف إلى تفكيك البلاد إلى كنتونات متقاتلة» ، في إشارة لرفضهم تقسيم البلد لستة أقاليم ضمن دولة اتحادية. وأفرج عنه في 27 يناير 2015.

## المواقف الدولية

### المنظمات
- الأمم المتحدة: دعمت الأمم المتحدة بشكل متكرر مؤتمر الحوار الوطني والعملية الانتقالية في اليمن، وقال جمال بن عمر[ملاحظة 2] في 13 يوليو «أن كل من يحاول اعاقة العملية الانتقالية هم الآن قيد الرصد وتحت المجهر»،[59] وفي 17 يوليو رحب الأمين العام للأمم المتحدة بتدشين التحضيرات لإطلاق مؤتمر الحوار،[60] وأعلن مجلس الأمن الدولي في 19 سبتمبر، تأييده لقرارات الرئيس هادي بشأن هيكلة الجيش اليمني،[61] ودعى بن عمر في 24 أكتوبر 2012 جميع الأطراف للمشاركة في الحوار،[62] وفي 19 نوفمبر زار الأمين العام للأمم المتحدة بان كي مون صنعاء، وألتقى أعضاء اللجنة الفنية للحوار، وأكد على دعم المجتمع الدولي للعملية السياسية في اليمن،[63] وفي 14 ديسمبر 2012 عقدت الدائرة السياسية بالأمانة العامة للأمم المتحدة اجتماع خاص بشأن حشد الدعم لليمن لدعم الحوار الوطني والإصلاحات الدستورية.[64]
- مجموعة أصدقاء اليمن - 27 سبتمبر 2012: في بيان ختامي للاجتماع الرابع لمجموعة أصدقاء اليمن في مدينة «نيويورك»، أعتبر أن انعقاد الاجتماع يمثل تجسيداً لاستمرار إظهار الدعم الدولي لعملية التحول الديمقراطي القائمة في اليمن، والتي يقودها الرئيس عبد ربه منصور هادي وفقاً للمبادرة الخليجية وآليتها التنفيذية المزمنة، وأشاد بالتقدم المحرز في تشكيل اللجنة الفنية للتحضير لمؤتمر الحوار الوطني.[65]
- جامعة الدول العربية - 22 نوفمبر 2012: أشاد الأمين العام لجامعة الدول العربية الدكتور نبيل العربي بالخطوات التي تم إنجازها من بنود المبادرة الخليجية، ودعى إلى مواصلة الجهود والعمل معا من أجل توفير الظروف الملائمة لانعقاد مؤتمر الحوار الوطني اليمني، بمشاركة الجميع دون إقصاء أو تهميش، وعبر عن استعداد جامعة الدول العربية لتقديم كافة أوجه الدعم والمساندة لإنجاح مؤتمر الحوار الوطني اليمني، وحشد الجهود العربية من أجل إزالة ما خلفته الأزمة السياسية من آثار وتداعيات.[66]
- مجموعة سفراء الدول العشر الراعية للمبادرة الخليجية - 2 ديسمبر 2012: رحبت المجموعة بالقرارات الأخيرة للجنة الفنية للإعداد لمؤتمر الحوار والمتعلقة بتوزيع نسب التمثيل لمقاعد المشاركين في المؤتمر، وقال بيان صادر عن المجموعة «نقدر اليوم حكمة والتزام أعضاء اللجنة الفنية والقيادة السياسية وزعماء المنظمات المعنية، للوصول إلى اتفاق واتخاذ القرارات التي أزالت أبرز عائق أمام عملية الترتيب لمؤتمر الحوار وفتحت المجال لحلول عادلة ومتوازنة للقضايا الاساسية التي تواجه الشعب اليمني».[67]
- مجلس التعاون الخليجي - 8 ديسمبر 2012: قال الأمين العام لمجلس التعاون لدول الخليج العربية الدكتور عبد اللطيف الزياني «أن مؤتمر الحوار الوطني الشامل المرتقب يشكل مركز الثقل في العملية السياسية والآلية التي يؤمل أن تساعد اليمن على تجاوز الاحتمالات والسيناريوهات السيئة مثل التقسيم أو الفوضى».[68]

### إيران
أعلنت السلطات اليمنية عن القاء القبض على 6 خلايا تجسسيه إيرانية في اليمن،  وقالت وزارة الدفاع اليمنية على موقعها الرسمي أن خلايا التجسس الإيرانية في اليمن، تم القبض على عناصرها في فترات سابقة في صنعاء وعدن ومحافظات أخرى، تضم بين عناصرها إيرانيين وسوريين. وأتهم الرئيس عبد ربه منصور هادي إيران بمحاولة نشر الفوضى والعنف في اليمن،  وقال إنها تقدم الدعم السياسي والمالي والإعلامي لتيارات سياسية مسلحة، كما هو الحال مع جماعة الحوثيين في الشمال والحراك الجنوبي المطالب بانفصال جنوب اليمن، ونفت إيران من جانبها هذه التهم.
وأكد هادي أن طهران تسعى من خلال تدخلها في شؤون اليمن «إلى إيجاد حالة من الفوضى والعنف، وخلق فراغ أمني وسياسي لكي تستفيد من الأوضاع المضطربة لتمرير أجندتها في المنطقة، وتسعى إلى جعل بلادنا نقطة انطلاق لممارسة دورها الإقليمي واستهداف دول الخليج العربي».
وأتهمت السلطات اليمنية إيران مجدداً بأنها تدعم مخطط خارجي لإرباك لجنة الحوار الوطني عن طريق خلط الأوراق وتنظيم فعاليات في صعدة شمالاً، وعدن جنوباً، لإعاقة التحركات الرامية لانعقاد مؤتمر الحوار، ودعم المتمردين الحوثيين والانفصاليين في الجنوب والضلوع في أنشطة تجسسيه في البلاد، ومن جانبه نفى السفير الإيراني «محمود حسن زاده» لدى صنعاء الاتهامات.

### الدول
- تركيا :15 يوليو 2012 أكد السفير التركي بصنعاء فضلي شورمان، دعم بلاده الكامل لليمن واستقراره خاصة خلال المرحلة الانتقالية، والخطوات الإيجابية التي تمت خلال الفترة الماضية في عملية نقل السلطة، الهادفة إلى استقرار اليمن.[75]
- إيطاليا 20 يوليو 2012 : في اجتماع مع وزير الخارجية اليمني أبو بكر القربي، أكد وزير الشؤون الخارجية الإيطالي «جوليو تيرتسي» دعم إيطاليا للعملية السياسية الانتقالية في اليمن وجهود الحكومة اليمنية في محاربة الإرهاب.[76]
- المجر 22 نوفمبر 2012 : أكد وكيل وزارة الخارجية المجرية للشؤون الدولية سابولتش توكاتش وقوف بلاده إلى جانب أمن واستقرار ووحدة اليمن، معبرا عن ارتياح بلاده لكل الجهود المبذولة من أجل عقد وإنجاح مؤتمر الحوار الوطني، على طريق إعداد دستور البلاد الجديد وإجراء انتخابات حرة ومباشرة في الموعد المحدد.[77]
- فرنسا 24 نوفمبر 2012 : أكدت فرنسا دعمها الكامل مجددا للسلطات اليمنية والجهود المبذولة في سبيل تنفيذ عملية الانتقال المنظم السلمي والديمقراطي للسلطة في اليمن، وذلك على لسان الناطق باسم وزارة الشؤون الخارجية الفرنسية فيليب لاليو في بيان للوزارة، وأضاف البيان :«ندعو جميع الأطراف اليمنية إلى إجراء الحوار الوطني على نحو شفاف ومتوازن وضم جميع الأطراف المعنية بموجب الجدول الزمني لعملية الانتقال».[78]
- الولايات المتحدة 24 نوفمبر 2012 : في بيان صحفي أصدرته وزارة الخارجية الأمريكية بمناسبة مرور عام كامل على توقيع المبادرة الخليجية، قالت فيه :«تهنئي الولايات المتحدة الرئيس عبد ربه منصور هادي وحكومة الوفاق الوطني والشعب اليمني، بقيامهم بخطوات ملموسة تهدف إلى تنفيذ مبادرة مجلس التعاون الخليجي للمرحلة الانتقالية السياسية في اليمن، خلال 12 شهرا الماضية، بما في ذلك بدء الترتيبات الدقيقة والمدروسة لتدشين الحوار الوطني القادم»، وأضافت :«الآن، نرى أنه من المهم أن يمضي الحوار إلى الامام وبشكل شامل وشفاف وفي الوقت المناسب بُغية معالجة القضايا الأساسية لمستقبل اليمن».[79]
- بريطانيا 28 نوفمبر 2012: في لقاء جمع رئيس الجمهورية مع السفير البريطاني بصنعاء نيكولاس هبتون، أعرب السفير البريطاني عن تهانيه بالنجاحات التي تحققت ومررو عام كامل على التوقيع على المبادرة الخليجيةـ وماصاحب ذلك من نجاحات باهرة مشيرا إلى أن زيارة بان كي مون وحضوره الاحتفال الذي اقيم بالمناسبة وكذلك حضور امين عام مجلس التعاون الخليجي عبد اللطيف الزياني قد مثل دعما وتأييداً اقليمياً ودولياً لليمن من أجل أمنه واستقراره ووحدته، وخروجه إلى افاق التطور والنمو والمستقبل المشرق.[80]
- السعودية 4 ديسمبر 2012 : دعا وزير الخارجية السعودي سعود الفيصل كافة الأطراف السياسية في اليمن بمختلف فئاتهم وأطيافهم إلى الاستجابة لجهود الحكومة اليمنية والانخراط في المؤتمر الوطني للحوار الشامل، وأكد الفيصل في مؤتمر صحفي أن اليمن يحتاج للحوار الوطني الشامل لاستكمال تنفيذ نصوص اتفاقية المبادرة الخليجية.[81]
- روسيا 4 ديسمبر 2012 : أكدت روسيا استعدادها لتقديم المساعدة لإجراء مؤتمر الحوار الوطني في اليمن، وأشار مندوب روسيا الدائم لدى الأمم المتحدة فيتالي تشوركين إلى الجهود التي تبذلها صنعاء من أجل الخروج من الأزمة السياسية الداخلية الحادة المستمرة على مدى عامين تقريباً، وقال ان عقد هذا المؤتمر يجب أن يكون الهدف الرئيسي للمستقبل القريب.[82]
- بريطانيا 4 ديسمبر 2012 : التقى وزير الدولة البريطاني للشؤون الخارجية السيد أليستر برت ومعه سفراء عدد من الدول الراعية للمبادرة الخليجية خلال زيارتهم لمدينة عدن، بممثلي كافة الأطراف السياسية في السلطة المحلية والحراك الجنوبي، وممثلي منظمات المجتمع المدني والأحزاب السياسية والشخصيات الاجتماعية، لحثهم على المشاركة في مؤتمر الحوار الوطني.[83]

## طالع أيضًا
- حرب 1994 الأهلية في اليمن.
- قائمة نزاعات الشرق الأوسط الحديثة.
- ثورة الشباب اليمنية.
- تاريخ اليمن.